# Arie van Os

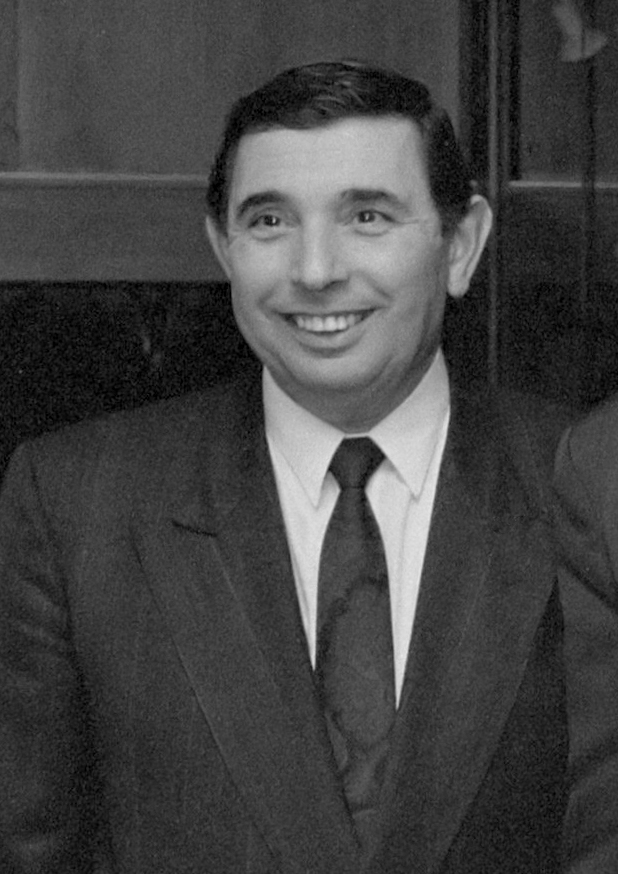
Arie van Os (1989)

Arie van Os (Amsterdam, 1937) is een Nederlandse zakenman en (voetbal)bestuurder.
Arie van Os heeft zijn fortuin gemaakt als firmant van de onderneming Van der Moolen. In de jaren tachtig was hij directeur en bestuursvoorzitter van de Amsterdamse beurshandelsonderneming, samen met de flamboyante Hans Kroon. Van 1989 tot 2001 was hij penningmeester bij AFC Ajax. Hier kreeg hij de reputatie een strak beleid te voeren. Voor vermeende fiscale malversaties namens de club met de transfers van Michael Laudrup en Sjota Arveladze zat hij drie dagen in de cel. Hij werd bij Ajax opgevolgd door bankier Hein Blocks.